# Vålerenga Fotball Damer
Vålerenga Fotball Damer er kvindernes afdeling af Vålerenga Fotball. Holdet spiller i Toppserien og spiller deres hjemmekampe på Intility Arena, Oslo.
Klubben rykkede i 2011, op i landets bedste kvindelige række Toppserien, efter at have sikret oprykningen sæsonen forinden. Det gjorde Vålerenga, til den tredje norske ligaklub med både herre- og dameholdet i den bedste række.
Klubben har i flere i år været kendt som en danskerklub, med flere kvindelige danske landsholdspillere i klubben, heriblandt Rikke Marie Madsen, Theresa Nielsen, Line Geltzer Johansen, Camilla Kur Larsen. Jack Majgaard var cheftræner for holdet fra 2020 til 2021. Pr. 2022 er Agnete Nielsen og landsholdsspillerne Stine Ballisager Pedersen og Janni Thomsen på kontrakt i klubben.

## Resultater
- Toppserien:
  - Vinder: 2020, 2023, 2024
  - Sølv: 2019, 2022
- 1. divisjon:
  - Vinder: 2011
- Norgesmesterskapet i fotball for kvinner:
  - Vinder: 2020, 2021, 2024
  - Sølv: 2017, 2019

## Aktuel trup
Oversigten er opdateret til og med 25. juni 2022
| Nr. | Land    | Position | Spiller                   |
| --- | ------- | -------- | ------------------------- |
| 3   | Danmark | FO       | Stine Ballisager Pedersen |
| 5   | Norge   | FO       | Andrine Tomter            |
| 6   | Norge   | FO       | Camilla Huseby            |
| 8   | Norge   | MI       | Rikke Nygard              |
| 9   | Norge   | AN       | Elise Thorsnes            |
| 11  | Island  | FO       | Ingibjörg Sigurðardóttir  |
| 13  | Danmark | MI       | Agnete Nielsen            |
| 15  | Norge   | MI       | Ylinn Tennebø             |
| 16  | Norge   | FO       | Emma Iversen              |
| 18  | Norge   | MI       | Thea Bjelde               |

| Nr. | Land    | Position | Spiller            |
| --- | ------- | -------- | ------------------ |
| 22  | Serbien | MI       | Dejana Stefanović  |
| 25  | Danmark | MI       | Janni Thomsen      |
| 26  | Norge   | AN       | Runa Lillegård     |
| 27  | Norge   | MI       | Olaug Tvedten      |
| 29  | Norge   | MI       | Mari Nyhagen       |
| 30  | Norge   | MI       | Stine Nybø Brekken |
| 32  | USA     | MM       | Jalen Tompkins     |
| 40  | Norge   | MM       | Klara Sporsem      |
| xx  | Norge   | MM       | Guro Pettersen     |